# 維特納爾普施托克山
維特納爾普施托克山（Witenalpstock），是瑞士的山峰，位於該國中東部，處於格勞賓登州和烏里州接壤的邊界，屬於格拉魯斯山的一部分，海拔高度3,016米，人類在1866年首次登頂。